# Ruta 21 (Costa Rica)
La Ruta 21, oficialmente Ruta Nacional Primaria 21, es una ruta nacional de Costa Rica ubicada en las provincias de Guanacaste y Puntarenas.

## Descripción
Empieza en Liberia en la provincia de Guanacaste en la Ruta 1, pasa por el Aeropuerto de Guanacaste y continúa hasta llegar a Paquera en la península de Nicoya en la provincia de Puntarenas . Además, se encuentra con la Ruta 18 en Pueblo Viejo de Nicoya.
En la provincia de Guanacaste, la ruta atraviesa el cantón de Liberia (los distritos de Liberia, Nacascolo), el cantón de Nicoya (los distritos de Nicoya, Mansión), el cantón de Santa Cruz (los distritos de Santa Cruz, Diriá), el cantón de Carrillo (los distritos de Filadelfia, Palmira, Belén), el cantón de Nandayure (los distritos de Santa Rita, San Pablo).
En la provincia de Puntarenas, la ruta atraviesa el cantón de Puntarenas (los distritos de Lepanto, Paquera).